# Дужност (5. сезона)
Пета сезона серије Дужност је емитована од 31. марта до 5. маја 2019. године и броји 6 епизода.

## Опис
Стивен Грејем је заменио Тандивеј Њутон на почетку ове сезоне.

## Улоге
- Стивен Грејем као Детектив наредник Џон Корбет
- Мартин Компстон као Детектив наредник Стив Арнот
- Вики Меклур као Детективка инспекторка Кејт Флеминг
- Адријан Данбар као Надзорник Тед Хејстингс

## Епизоде
| Бр. еп. (укупно) | Бр. еп. (у сезони) | Наслов      | Редитељ       | Сценариста   | Премијера       | Гледаност у Великој Британији (милиони) |
| --- | ------------------ | ----------- | ------------- | ------------ | --------------- | --------------------------------------- |
| 24 | 1                  | "Отмица"    | Џон Стрикланд | Џед Меркурио | 31. март 2019.  | 13.20                                   |
| Организована злочиначка скупина (ОЗС) је напала полицијски конвој који је превозио заплењену марихуану и побила троје наоружаних службеника. ПП-12 сумња да је тајна полиција можда умешана. Они су открили да је службеник на тајном задатку ДН Џон Корбет, а не како су првобитно претпостављали Лиса МекКвин. Наредница Џејн Каферти је преживела напад што је подигло сумњу. ПП Манет Биндру су испитали надзорник Хејстингс, ДН Стив Арнот и ДИ Кејт Флеминг због њене сестре од тетке Вихан Малхотре која је шпијунирала ПП-12 и одавала податке организованој злочиначкој скупини за ПГН Дерека Хилтона. Како би даље заштитила Малхотру, она је звала организовану злочиначку скупину. Корбет ју је оптужио за убацивање па је убијена. |                    |             |               |              |                 |                                         |
| 25 | 2                  | "Коверта"   | Џон Стрикланд | Џед Меркурио | 7. април 2019.  | 12.43                                   |
| Свеж полицијски траг омогућио је ОЗС-у да изведе препад под вођством Корбета на полицијски конвој. Кафертијеву је са 5000 у смеђој коверти пронашао Арнот док је покушавао да дође до неких података. Корбет му је признао да је "чист". Хесјтингсу се обратио Марк Мофат у вези свог пропалог улагања у некретнине. Мофат му је предао велику смеђу коверту. Роизин Хејстингс је навалила да се разведе. Кафертијева је са слике препознала особу која ју је заврбовала. |                    |             |               |              |                 |                                         |
| 26 | 3                  | "Веза"      | Џон Стрикланд | Џед Меркурио | 14. април 2019. | 12.59                                   |
| Арнот је рекао Флеминговој и Хејстингсу за своју везу са Корбетом. После почетног потреса, они су пристали да наставе са Арнотовим предлогом. ПП-12 је открило да је организована злочиначка скупина умешана у подвођење у једном блоку зграда. ПП-12 је упало у један од станова и штапмарију. Корбет је дојавио Аронту о великом препаду на депо полиције на Источном пољу и да ће један подмићени виши полицијски службеник бити тамо. Арнота је са рације повукао лажни позив у вези "Нултог стања". Кобрет је упуцао вишег полицијског службеника који је стигао са подацима о праћењу, а испало је да је то ЗГН Харгривс. Корбет је након сазнања о његовој смрти побегао. Користећи лажну легитимацију ПП-12, он је ушао у стан Роизин Хејстингс. |                    |             |               |              |                 |                                         |
| 27 | 4                  | "Корбет"    | Џон Стрикланд | Џед Меркурио | 21. април 2019. | 12.34                                   |
| ПП-12 је открило да је Корбет повезан са Северном Ирском. Арнот је средио састанак са Корбетом уз појачање. Корбет је рекао Арноту да је напао Хејстингсову супругу Роизин која је сад у болници. Хејстингс је наредио Арноту да упуца Корбета, али је овај одбио. Корбет је открио место састанка ОЗС-а и "Х"-а па побегао. ПП-12 и јединица Одељења за киберзлочина су привели "Х"-а и ступили у везу са ОЗС-ом преко преносног рачунара. ОЗС превози скупину жена у основу за подвођење. Корбет жели да ослободи жене и мисли да ће МекКвин да га подржи. Међутим, ОЗС-овци су убили Корбета кад су схватили да је полицајац. |                    |             |               |              |                 |                                         |
| 28 | 5                  | "Хејстингс" | Су Тали       | Џед Меркурио | 28. април 2019. | 12.91                                   |
| ОЗС се отарасио тела Корбета и Џеки Лаверти које је касније пронашла полиција. Истрага ПП-12 у вези акције "Крушка" је обустављена. Хејстингс је наставио да се јавља ОЗС-у. Он је убедио МекКвина и Мирослава Минковића да може да им извуче робу узету у препаду, али су га наоружани полицајци ухватили. Минковић је убијен, а МекКвин ухапшен. ПП-12 је открило да је Хејстингс посећивао Лија Бенкса у затвору због чега је Флемингова изразила забринутост код виших службеника. Хејстингс је удаљен са дужности и истражен од стране ЗГН Патрише Кармајкл, а онда је оптужен за заверу за убиство Корбета. |                    |             |               |              |                 |                                         |
| 29 | 6                  | "Хапшење"   | Су Тали       | Џед Меркурио | 5. мај 2019.    | 13.67                                   |
| Кармајклова и екипа су наставили саслушање Хејстингса. Испитали су га у вези 50000 у обвезницама пронађеним у његовој хотелској соби. Гил Бигало, која је присуствовала саслушању је увидела грешке полиције током претреса Хејстингсове хотелске собе. Због тога су Кармајклова и екипа проверили податке о комуникацијама због даљих доказа. У међувремену, Флемингова и Арнот су примили Корбетову удовицу и ЗН Пауела. Открили су да је Бигалова учествовала у одабиру Корбета за акцију "Крушка". Флемингова и Арнот су изложили своја открића Хејстингсу. Откривено је да је Бигалову заврбовала ОЗС док је радила као заступница. Послала је поруку ОЗС-у да би побегла. Тина Трантер је покушала да је избоде, али ју је Арнот убио.Епилог: Акција "Крушка" је званично укинута. Флемингова је добила похвалу због свог учешћа у истрази акције "Крушка". И Арнот је награђен кад га је независни одбор ослободио сумње да је починио убиство Трантерове. МекКвин је ослобођен робије у замену за податке о ОЗС-у и сада ради као добровољац у средишту за младе. Рајан Пилкингтон је сада на полицијској академији. Бигалова је ослобођена робије и добила је ново име. Хејстингс је добио последње писмено упозорење, али је наставио да води ПП-12. Мофат је изјавио на суђењу да је 50000 пронађених у Хејстингсовој хотелској соби само половина своте коју му једао. Преосталих 50000 никада није пронађено, али је Хејстингс виђен како даје неку коверту Корбетовој удовици. |                    |             |               |              |                 |                                         |